# Morpho gertrudis
Morpho gertrudis är en fjärilsart som beskrevs av Weber 1951. Morpho gertrudis ingår i släktet Morpho och familjen praktfjärilar. Inga underarter finns listade i Catalogue of Life.